# Domérat
Domérat ist eine französische Stadt mit 8.665 Einwohnern (Stand 1. Januar 2022) im Département Allier in der Region Auvergne-Rhône-Alpes; sie gehört zum Arrondissement Montluçon und zum Kanton Montluçon-1.

## Lage
Die Stadt Domérat liegt in der Landschaft Bocage Bourbonnais, rund sechs Kilometer nordwestlich der Stadt Montluçon und somit in deren Ballungsraum. Hydrographisch liegt die Gemeinde im Einzugsgebiet des Flusses Cher, der etwa fünf Kilometer weiter östlich in Süd-Nord-Richtung verläuft. Die im Gebiet von Domérat verlaufenden Fließgewässer sind von der Wasserführung eher unbedeutend und werden hauptsächlich von der Magieure gesammelt, die bei Vaux als linker Zufluss in den Cher mündet. Nachbargemeinden von Domérat sind Vaux im Norden, Saint-Victor im Nordosten, Montluçon im Osten, Prémilhat und Quinssaines im Süden, Huriel im Westen sowie La Chapelaude im Nordwesten.

## Geschichte
Der Weiler Givrette war ursprünglich eine eigene Gemeinde und wurde im Jahr 1809 mit Domérat vereinigt.

### Bevölkerungsentwicklung
| Jahr                       | 1962 | 1968 | 1975 | 1982 | 1990 | 1999 | 2006 | 2013 | 2022 |
| Einwohner                  | 5685 | 5725 | 7139 | 8534 | 8875 | 8812 | 8996 | 9033 | 8665 |
| Quellen: Cassini und INSEE |      |      |      |      |      |      |      |      |      |

## Sehenswürdigkeiten
- Kirche Notre-Dame aus dem 11./12. Jahrhundert, Monument historique[1]
- Kirche Sainte-Marie

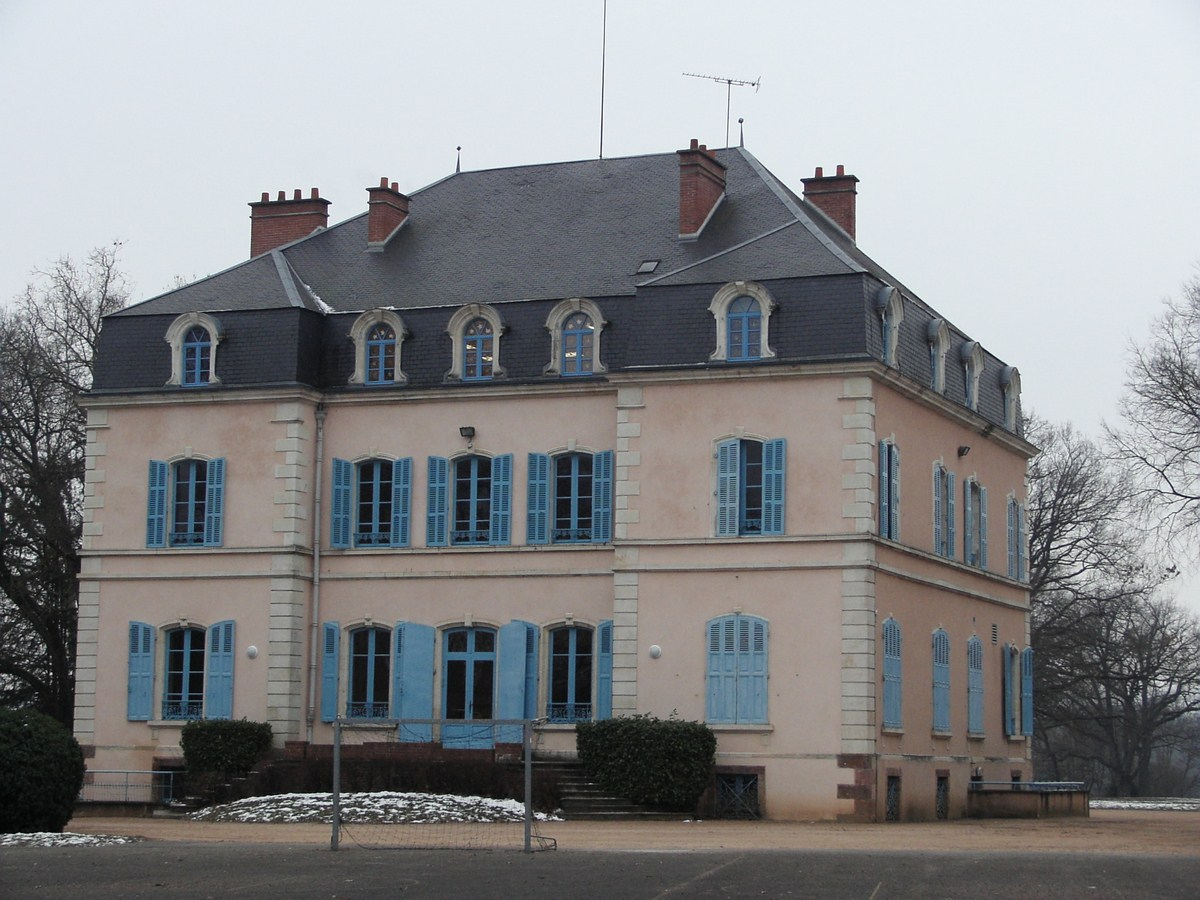
Château de Vignoux, Schloss aus dem 17./18. Jahrhundert, Monument historique
- Kapelle Saint-Abdon im Ortsteil Crevant
- Schloss Brignat
- Schloss La Pérelle
- Schloss Font Bouillant
- zwei Wassertürme

- Schloss Brignat

## Wirtschaft
Aufgrund seiner Lage im Ballungsraum von Montluçon ist Domérat heute eine Stadt mit einer gesunden Durchmischung wirtschaftlicher Sparten. Aber das war nicht immer so: noch im 19. Jahrhundert stammte ein Großteil der Erträge aus dem Weinbau, der aber mit der  Reblauskrise abrupt endete. Heute sind nur noch wenige Hektar mit Reben bestockt, allerdings findet man hier noch die selten gewordene Rebsorte Gouget Noir.

### Verkehrsanbindung
Domérat liegt an der Bahnstrecke von Montluçon nach Saint-Sulpice-Laurière. Der nächstgelegene Bahnhof befindet sich in Huriel. In Montluçon besteht auch Anschluss an die Bahnlinie von Clermont-Ferrand nach Tours.
Die Hauptverkehrsachse im Straßenverkehr ist die Route nationale 145, die von Südosten kommend, das Zentrum von Montluçon nördlich umgeht und dazu das Gemeindegebiet von Domérat durchquert. Hier findet auch eine Verschneidung mit der Départementsstraße 943 statt, die von Montluçon nach La Châtre führt.
Im östlichen Gemeindegebiet liegt der Flugplatz Aeroport Montluçon-Domérat.

## Belege
1. ↑  Église Notre-Dame in der Base Mérimée des französischen Kulturministeriums (französisch)
2. ↑  Château de Vignoux in der Base Mérimée des französischen Kulturministeriums (französisch)